# Carl Björkman (politiker)
Carl Björkman, född 15 februari 1873 i Åbo, död 5 september 1948 i Mariehamn, var politiker på Åland och den första lantrådet i landskapet.

## Ungdom och familj
Carl Björkman föddes i Åbo år 1873. Fadern Werner Björkman var hovrättsdomare. Modern Aina Ithimaeus hade bakgrund i en präst- och tjänstemannasläkt. Efter studentexamen vid Svenska klassiska lyceum 1893 började han studera juridik vid Alexandersuniversitetet i Helsingfors och tog examen 1901. Samma år gifte han sig med Agnes Dahlin (död 1915). Hans första tjänst var som häradshövdingens biträde i Helsinge domsaga. När kronolänsmanstjänsten på Föglö blev ledig sökte och fick han den. I mars 1903 flyttade makarna Björkman till Degerby på Föglö.

## Kronolänsman på Föglö
Som kronolänsman på Föglö blev Björkman snabbt respekterad. Han ställde krav på ordning och säkerhet. Han såg till att regler mot skäktning följdes i skärgården och att öppna brunnar täcktes för att förhindra olyckor. Han tog bort kravet att församlingen skulle stå upp i kyrkan vid uppläsning av kejserliga ukaser och undvek att följa protokollet att besöka ryska stabskaptenen Smirnov. Under storstrejken 1905 var han aktiv i strejkkommittén, dock som privatperson.

## Samarbete med Sundblom
I strejkkommittén samarbetade han för första gången med Julius Sundblom. Samarbetet fungerade i huvudsak smidigt, men i frågan om återlämnandet av kapten Smirnovs sabel stod de på olika sidor. Sundblom fick ge vika för majoriteten som ville lämna tillbaka sabeln. De hade mötts redan 1903 på en seglarmiddag, där Björkman uppskattade Sundbloms tal.

## Advokat och kommunalman i Mariehamn
Vid sidan av sitt arbete på Föglö hade Björkman advokatpraktik i Mariehamn. När guvernören i Åbo avslog hans begäran om extra poliskonstapel på Kökar, begärde han avsked och flyttade till Mariehamn. Där blev han ordningsman och tog kommunala uppdrag.

## Första världskriget och tekniska intressen
Under första världskriget ökade Björkmans motvilja mot Ryssland. Han stödde Tyskland och höll kontakt med vänner i Stockholm för att följa utvecklingen. Många ålänningar hoppades på återförening med Sverige. Han har kallats centralgestalt för tyskt spionage på Åland, men uppgifterna de samlade in var oftast grundläggande. På fritiden konstruerade han gevär, båtskrov och senare snabba motorbåtar och yachter som byggdes vid varvet i Nystad.

## Ålandsfrågan
Björkman spelade en central roll i Ålandsfrågan under och efter första världskriget. Åland var demilitariserat och neutraliserat sedan Krimkriget, men ryska trupper fanns ändå kvar på öarna under kriget. Efter februarirevolutionen 1917 firades den nya tiden lugnt på Åland. På initiativ av Björkman och Johannes Eriksson hölls ett stormöte i Strömsvik i augusti 1917. Alla landskommuner var representerade. En deputation med Sundblom, Björkman, Eriksson och Gösta Lindeman utsågs för att lämna Ålands budskap till svenska myndigheter, men resan ställdes in när Sundblom inte kunde delta. Eriksson menade senare att resultatet kunde ha blivit annorlunda om budskapet nått fram tidigare.
I december 1917 skrev Björkman artikeln ”Sanningen” i tidningen Åland, där han och andra uttryckte oro för förfinskning och önskade återförening med Sverige.
I januari 1918 reste han med åländska deputationen till Stockholm för att lämna namninsamlingen till kung Gustaf V. Efter Finlands självständighet utsågs Hjalmar von Bonsdorff till militärguvernör och Björkman och Sundblom kom i konflikt med honom. På svensk uppmaning bildades ett illegalt landsting där Björkman blev ordförande.
I januari 1919 reste Eriksson, Sundblom och Johan Jansson till Versailles för att föra Ålands sak vid fredsförhandlingarna. När ålänningarna 1920 avvisade ett finskt förslag om självstyrelse utfärdades arresteringsorder mot Björkman, Eriksson och Sundblom. Björkman och Sundblom häktades men benådades senare.
Nationernas Förbund gav Finland suveränitet över Åland 1921, men Åland fick självstyre och förblev demilitariserat. Vid landstingsvalet på Åland 1922 vann självstyrelseförespråkarna klart. Sundblom blev talman, Eriksson vice talman och Björkman utsågs till Ålands första lantråd.

## Lantråd
Som lantråd ledde Björkman arbetet med att bygga upp Ålands självstyrelse och utveckla landskapsnämnden. Förhållandet till landshövdingen Wilhelm Fagerlund var ofta spänt. Samarbetet med landstinget fungerade för det mesta, även om frågor som färjetrafik och firande av självstyrelsen ibland orsakade meningsskiljaktigheter.
Under 1930-talet ökade motsättningarna mellan landskapets ledare. Björkman ville införa värnplikt på Åland av oro för ockupation, medan Sundblom motsatte sig det. Efter ett misstroendevotum 1938 avgick Björkman. Eriksson avled kort därefter och under andra världskriget besattes öarna. Björkman deltog inte i den frivilliga försvarsverksamheten.

## Sista år och eftermäle
Efter pensioneringen återupptog Björkman sin advokatpraktik och ägnade sig åt skytte och segling. Vid sin död var han fortfarande en omstridd person. Han har beskrivits som radikal, kompromisslös, hederlig och självmedveten.

## Fotnoter
1. ↑  Veli-Matti Autio (red.), Studentmatrikel 1853–1899, Helsingfors universitet.[källa från Wikidata]
2. ↑  Carl Björkman, Biografiskt lexikon för Finland, Svenska litteratursällskapet i Finland, Biografiskt Lexikon för Finland ID (urn.fi): 5535-1416928958141.[källa från Wikidata]
3. ↑  Isaksson, M. (1988) Carl Björkman – Ålands första lantråd. Mariehamn: Ålands kulturstiftelse.
4. ↑  Isaksson (1988: 15–31)
5. ↑  Isaksson (1988: 31–37; 40–42)
6. ↑  Isaksson (1988: 41–42); Salminen (1979: 30)
7. ↑  Isaksson (1988: 13–14)
8. ↑  Isaksson (1988: 60–68)
9. ↑  Isaksson (1988: 48)
10. ↑  Olausson (2007: 146)
11. ↑  Isaksson (1988: 75–81); Salminen (1979: 50–56)
12. ↑  Eriksson (1961: 24–25)
13. ↑  Carl Björkman (5 december 1917). ”Sanningen”. Ålandstidningen. https://digi.kansalliskirjasto.fi/sanomalehti/binding/1163393?page=1&term=sanningen.
14. ↑  Isaksson (1988: 108–120)
15. ↑  Salminen (1979: 118-123); Isaksson (1988: 139–150); Eriksson (1961: 54–55)
16. ↑  Salminen (1979: 135)
17. ↑  Isaksson (1988: 197)
18. ↑  Isaksson (1988: 238–239)
19. ↑  Isaksson (1988: 245); Olausson (2007: 146)
20. ↑  Isaksson (1988: 248–249)